# Kaupanger
Kaupanger is een plaats met ongeveer 900 inwoners in de gemeente Sogndal in Noorwegen. Kaupanger ligt aan de Sognefjord. In Kaupanger staat de Staafkerk van Kaupanger uit de 12de eeuw. Kaupanger heeft een veerverbinding naar Lærdal en Gudvangen over het Nærøyfjord, een zijarm van het Sognefjord.
|  |